# Canzoniere (Petrarca)
Il Canzoniere, meno comunemente conosciuto con il titolo originale in latino Rerum vulgarium fragmenta (o, comprensivo del nome dell'autore, Francisci Petrarche laureati poete Rerum vulgarium fragmenta, "Frammenti di componimenti in volgare di Francesco Petrarca, poeta coronato d'alloro"), è la storia, raccontata attraverso la poesia, della vita interiore di Francesco Petrarca. Composto a più riprese nel corso di quasi tutta la vita del poeta (e cioè a partire dal periodo bolognese tra 1320-1326 e fino all'anno della sua morte avvenuta nel 1374), il Canzoniere comprende 366 componimenti in versi volgare ed è una delle opere principali della letteratura italiana per la profondità del linguaggio, del pensiero, della sofferenza interiore e per la speranza di una redenzione. Inoltre, ha segnato per secoli il modello poetico letterario italiano, grazie all'azione del cardinale Pietro Bembo.

## La genesi

### Il Vaticano Latino 3195
La ricostruzione della storia del Canzoniere non è affatto semplice, dal momento che si svolge per gran parte della vita di Petrarca, dal 1336 (anno della prima raccolta di poesie - ne seguiranno altre otto) alla vigilia della morte. Ipotizzando che il giovane Petrarca abbia realizzato in un corpus non organico ventidue liriche tra il 1336 e il 1338, messo poi in ordine nel 1342, bisogna però aspettare il 1356 prima che il poeta aretino metta assieme tutte le liriche fin lì composte e le dedichi all'amico e protettore Azzo da Correggio, signore di Parma, in quella che viene definita la redazione Correggio. Il vero e proprio lavoro di redazione, revisione e conclusione della raccolta di poesie iniziò a partire dagli anni '60, quando, nella quiete di Arquà e aiutato dal copista Giovanni Malpaghini, Petrarca realizzò il codice su cui si studia il Canzoniere, ossia il codice Vaticano Latino 3195, impegnandosi nell'aggiunta e nella selezione delle liriche sia nella sezione in vita che in morte di Laura. Le interpolazioni successive di mano di Petrarca (compiute tra il 1367 e il 1374) consistono nell'aggiunta della canzone dedicata alla Vergine e ad alcune indicazioni per la sistemazione definitiva delle liriche, anche se, come sottolinea Michelangelo Picone, Petrarca non riuscì mai a dare una forma definitiva alla sua raccolta, in quanto «la fabula [...] è affidata alla gestione dell'io, e non posta nelle mani di Dio». Dal punto di vista critico il codice è stato riprodotto diplomaticamente da Ettore Modigliani. Di ciò ha procurato il testo critico Giuseppe Savoca nel 2008.

### Gli altri codici
Questa è la storia del codice privato su cui lavorava incessantemente Petrarca. Nonostante ciò, esistono altre versioni del Canzoniere che ci inducono a ipotizzare la sua diffusione in certi ambienti elitari:
1. Il Codice Vaticano Chigiano L.V. 176, redatto tra il 1363 e il 1364[8] da uno dei più cari amici di Petrarca, Giovanni Boccaccio[9].
2. Il Codice Laurenziano XLI 17, di fine Trecento, la cui genesi si riscontra in una lettera inviata da Petrarca il 4 gennaio 1373[10] al signore di Rimini Pandolfo II Malatesta (copia malatestiana, che però non ci è pervenuta, ma è ricostruibile tramite la succitata lettera)[11]. Ci è però tràdito da un ms. quattrocentesco conservato alla Laurenziana di Firenze.[12]
3. La Raccolta (o forma) queriniana che si trova nel codice D.II.21 di fine Trecento, conservato alla Biblioteca Queriniana di Brescia[13].
4. Il Codice Vaticano Latino 3196, detto anche "codice degli abbozzi" in quanto riportante non solo le liriche di Petrarca, ma anche altre sue opere e le annotazioni in latino[14]. Inoltre il codice, interamente autografo, colloca in apertura il sonetto Almo sol, quella fronde ch'io sola amo al contrario di Voi ch'ascoltate in rime sparse il sono[15].
5. Per stabilire la forma pre-definitiva del codice originale, si fa riferimento anche al Codice Laurenziano XLI 10 e al Parigino italiano 551[16].

## Titolo e struttura

### I titoli

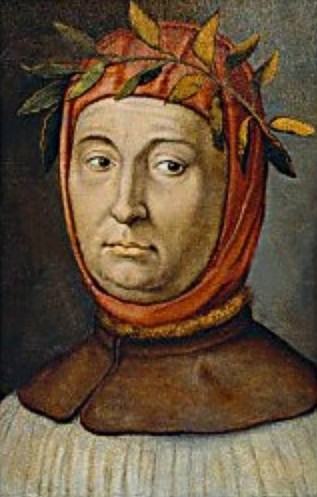
Francesco Petrarca.

Il titolo Canzoniere compare in campo editoriale per la prima volta nel 1515, nell'edizione: Canzoniere et Triomphi, Impresso in Florentia, per Philippo di Giunta, 1515 di aprile, e l'anno dopo nell'edizione bolognese di Tommaso Sclaricino Gammaro, per diventare estremamente comune dall'800 in poi, quando in realtà per tutto il corso dell'ultimo venticinquennio del '300 e per tutto il XV secolo non si diede un nome specifico alla raccolta di liriche dell'opera del poeta aretino. In sostanza, «ma quanto e quando il nome Canzoniere si sia diﬀuso a designare l’opera volgare (non sempre i soli Fragmenta) di Petrarca resta incerto...», anche se da alcuni codici prodotti sul finire del '400 a Firenze il titolo originale petrarchesco cominciò a essere affiancato da quello più comune di "canzoniere": «Il titolo canzoniere si aﬀaccia quindi, anche se non da una posizione eminente, accanto al nome originale e ad altre formule più correnti».
Oltre alle denominazioni ufficiali provenienti dalla filologia e dall'ecdotica, si sa che Petrarca chiamava scherzosamente tutta la sua produzione volgare, in un'ottica diminutiva dal sapore leggermente dispregiativo, con il nome latino di nugae, termine utilizzato già a suo tempo dal poeta latino Catullo. Lo si ricava per esempio dalla Familiare I, 1, 16, 18:
(traduzione di Marco Santagata, p. 51)

### La struttura bipartita

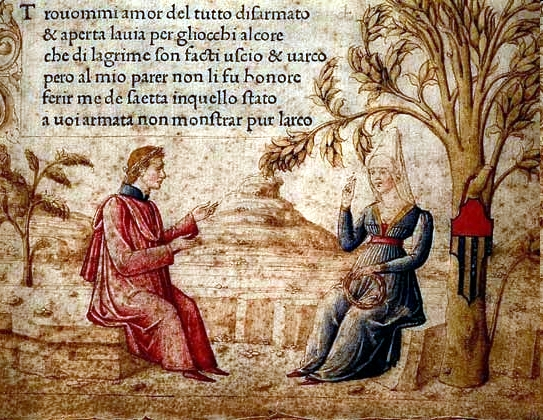
Laura e Petrarca, miniatura dal Canzoniere.

La raccolta comprende 366 (365, come i giorni in un anno - rifacendosi agli annales classici della prima letteratura latina- più uno introduttivo: "Voi ch'ascoltate") componimenti: 317 sonetti, 29 canzoni, 9 sestine, 7 ballate e 4 madrigali. Non raccoglie tutti i componimenti poetici di Petrarca, ma solo quelli che il poeta scelse con grande cura; altre rime (dette estravaganti o extravaganti) andarono perdute o furono incluse in altri manoscritti. La maggior parte delle rime del Canzoniere è d'argomento amoroso, mentre una trentina sono di argomento morale, religioso o politico.
Per lungo tempo, si è pensato che le due parti in cui risulta diviso il manoscritto originale del Canzoniere (Vat. Lat. 3195) permettessero di distinguere le rime "in vita" dai componimenti "in morte" di Madonna Laura. Attualmente si è propensi a credere che la bipartizione della raccolta rispecchi, in chiave simbolica, le distinte fasi di un tormentato percorso di maturazione del poeta, che volle e seppe passare dall'infatuazione giovanile per l'Amore e la Gloria (prima parte: rime I-CCLXIII) a una matura e più cristiana dedizione ai valori della carità e della virtù (seconda parte: CCLXIV-CCCLXVI). Secondo alcuni studiosi (in particolare Marco Santagata e Giovanni Biancardi), la struttura del Canzoniere istituirebbe uno stretto legame simbolico (di sapore pienamente medioevale) fra l'intera vita del poeta e l'anno solare: le rime del Canzoniere sono infatti 365 (escludendo il sonetto introduttivo, da considerarsi a sé stante), come i giorni che trascorrono dall'inizio di un anno (la vita terrena) al ritorno della medesima data (principio di una nuova esistenza dell'anima, in cielo). Secondo queste ipotesi calendariali, alcune date acquisirebbero un valore particolare per la struttura dell'opera. Prima fra tutte, il 6 aprile (giorno in cui, nel 1327, Petrarca si innamorò, ma anche giorno in cui, nel 1348, Laura morì). Fondamentali, inoltre, risulterebbero il giorno anniversario della nascita di Petrarca, 20 luglio, e quello della sua incoronazione poetica a Roma (8 aprile): tra l'uno e l'altro, trascorrono 263 giorni e giustappunto 263 sono le rime che compongono la prima parte del Canzoniere. Infine, la collocazione della poesia non rispecchia l'ordine reale di composizione, ma risponde all'esigenza di concludere in maniera esemplare la vicenda del poeta con il rifiuto delle tentazioni terrene e dell'amore per Laura.

## Poetica

### La figura di Laura

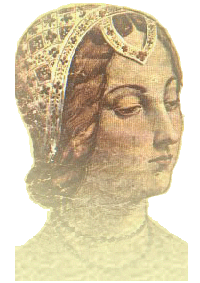
Ritratto di Laura.

Figura dominante nella produzione lirica petrarchesca del Canzoniere, oltreché lo stesso Petrarca, è la donna di nome Laura. Voluta identificare con una Laura de Noves da parte dell'abate de Sade nel XVIII secolo (infatti Laura de Noves avrebbe sposato un Ugo de Sade nel 1325), la tesi dell'incarnazione fisica della Laura petrarchesca è stata rigettata dalla maggior parte dei critici letterari. Laura, anzi, potrebbe essere addirittura un nome fittizio per esprimere l'alloro poetico, la pianta del lauro: «Laura infatti si identifica e si confonde con il lauro, la pianta di Apollo e della poesia, la pianta trionfale con cui lo stesso Petrarca venne coronato poeta nel '41». Laura rappresenta tutte quelle caratteristiche seducenti che fanno soffrire Petrarca in nome di una sensualità e di una forza provocatrice che sfiniscono l'animo del poeta aretino, teso verso la redenzione e la pace interiore. Questo lo si vede chiaramente nella descrizione fisica della donna, nel suo sorriso, nei suoi occhi, nei suoi «capei d'oro a l'aura sparsi» o nelle «belle membra» della canzone Chiare, fresche e dolci acque, ove c'è l'apoteosi della bellezza della donna e del suo carattere sovrannaturale. Insomma:
(Zendrini, p. 48)

#### Laurain vitaein morte

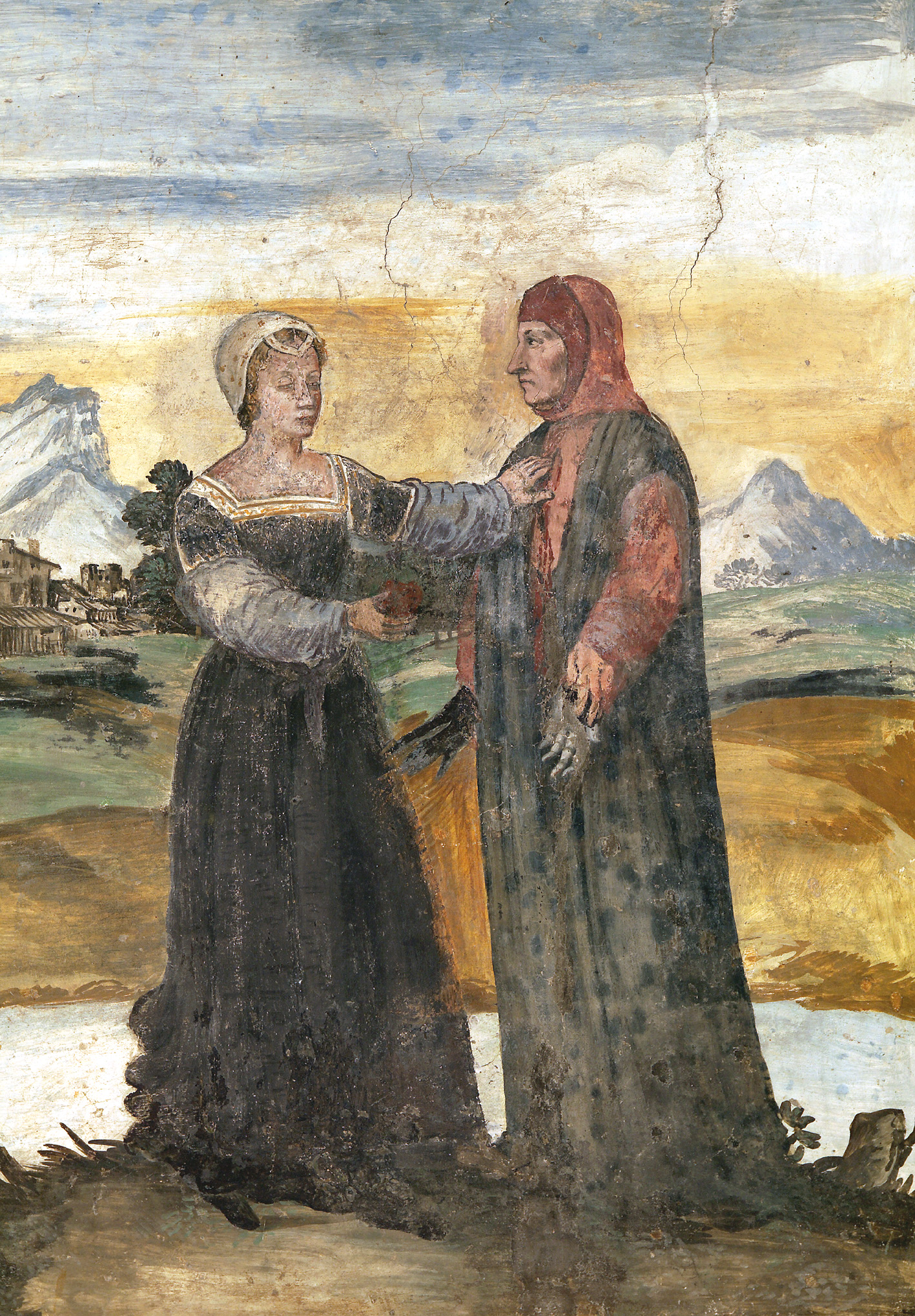
Laura strappa il cuore a Petrarca, affresco tratto da un verso del Canzoniere conservato nella Casa di Francesco Petrarca.

Come si è detto, la bipartizione del Canzoniere è dovuta, da un primo punto di vista tematico, alla morte di Laura. Da qui le rime in vita e in morte di Laura. Questa divisione suscita nell'economia del Canzoniere dei cambiamenti della figura della donna amata e temuta al contempo. Se nella prima parte la figura di Laura è indifferente alla passione del poeta, nella seconda parte Laura appare al poeta più affettuosa e compassionevole. Tutto sommato, però, il ruolo che la donna possiede nella vita del poeta è struggente e terribile: «personaggio tutto terreno», il «ruotare intorno all'immagine assoluta di Laura [...] esprime la perdita di sé, l'oscillazione perpetua che nega ogni pace al poeta». Questo stato d'animo è espresso già bene nel sonetto Era il giorno ch'al sol si scoloraro (III), ove il poeta, sotto il dominio di Amore, incontra per la prima volta Laura nel giorno del Venerdì Santo e si sente colpito, ferito dallo stesso Amore e dalla donna, esprimendo così una natura cruda e dolorosa del sentimento amoroso:
et aperta la via per gli occhi al core,

che di lagrime son fatti uscio e varco:
però al mio parer non li fu honore

ferir me de saetta in quello stato,

a voi armata non mostrar pur l'arco.»
(Petrarca, Canzoniere, III, vv. 9-14)

La stessa natura del dominio amoroso di Laura non si rompe neanche in seguito alla sua morte, avvenuta ad Avignone nel 1348 lo stesso giorno in cui si conobbero, ossia il 6 di aprile. Nel sonetto Arbor victoriosa triumphale, quel sonetto 263 che segna la fine della prima parte del Canzoniere, Petrarca dona il suo commiato a Laura, espressa sotto la figura fitomorfa del lauro («Arbor victoriosa triumphale, / onor d'imperadori e di poeti, / quanti m'ài fatto dì dogliosi e lieti / in questa breve mia vita mortale!»), in una riflessione sulla caducità dei beni terreni e sulla stessa fugacità del tempo.

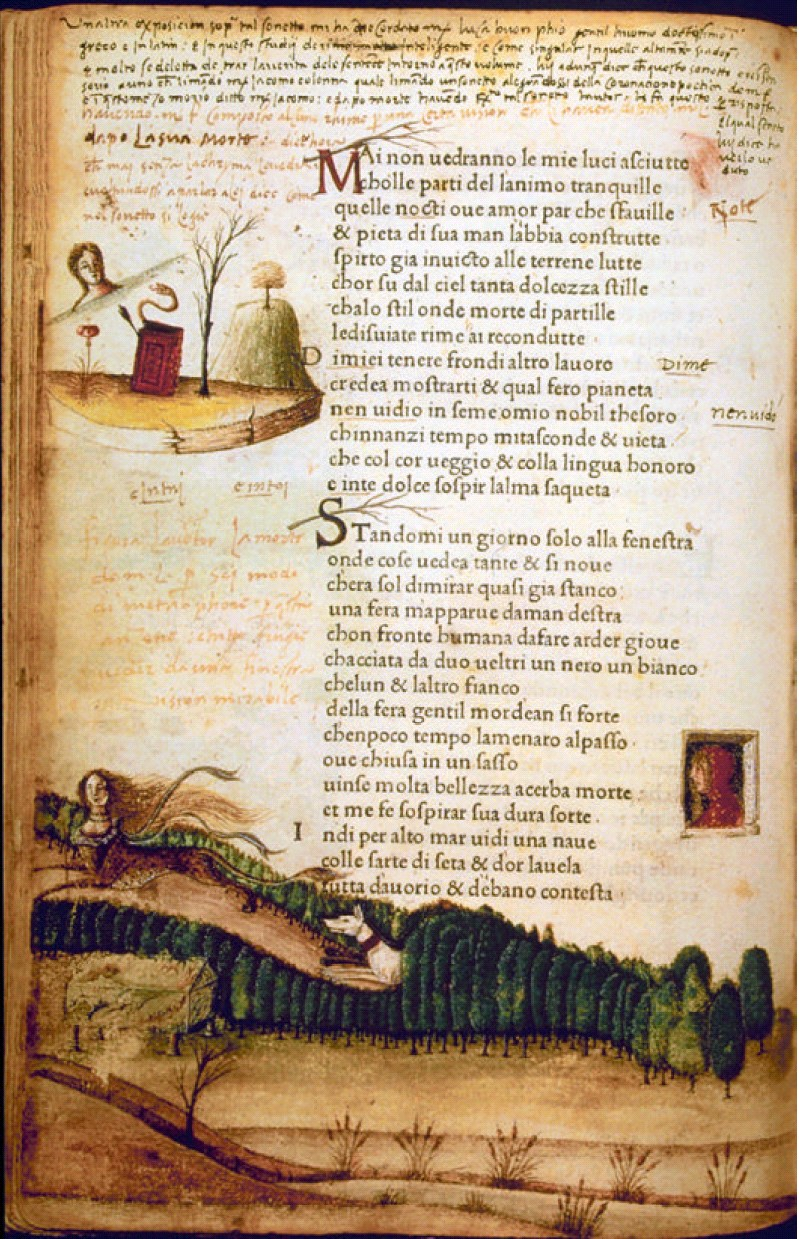
Codice del Canzoniere realizzato a Venezia intorno al 1470 riportante la canzone CCCXXIII.

Nella seconda parte del Canzoniere, la figura di Laura sembra mutata: non più capricciosa, crudele e vana, sembra ora dare dei consigli all'antico amante, chiarendo anche che il fatto di non essersi concessa a lui era necessario per la sua sopravvivenza spirituale. In Levommi il mio penser in parte ov’era (CCCII), per esempio, Laura prende per mano il poeta («per man mi prese», v. 5) e gli spiega che lo attende nel Cielo di Venere («in questa spera») per poter infine stare sempre con lui. Come ricorda Alberto Chiari:
(Chiari, p. 20)

#### Distanza dallo stilnovismo e influssi provenzali
La figura di Laura appare lontana, per le caratteristiche sovra esposte, da quelle angelicanti e salvifiche di una Beatrice. Se per Dante Beatrice era il simbolo della salvezza, della Redenzione, qui invece Laura, assumendo la dimensione della temporalità e una visione quasi sadica dell'esperienza amorosa, è espressione invece dell'amore terreno con tutte le sue contraddizioni:
(Guglielmino-Grosser, p. 185)
Ma sono anche significativi gli influssi della poetica provenzale e successiva che renderanno la figura di Laura un «modell[o] che si imporr[à] per secoli»:
(Ferroni, p. 21)

### Una raccolta di pentimento

#### Il sonetto introduttivo:Voi ch'ascoltate in rime sparse il sono

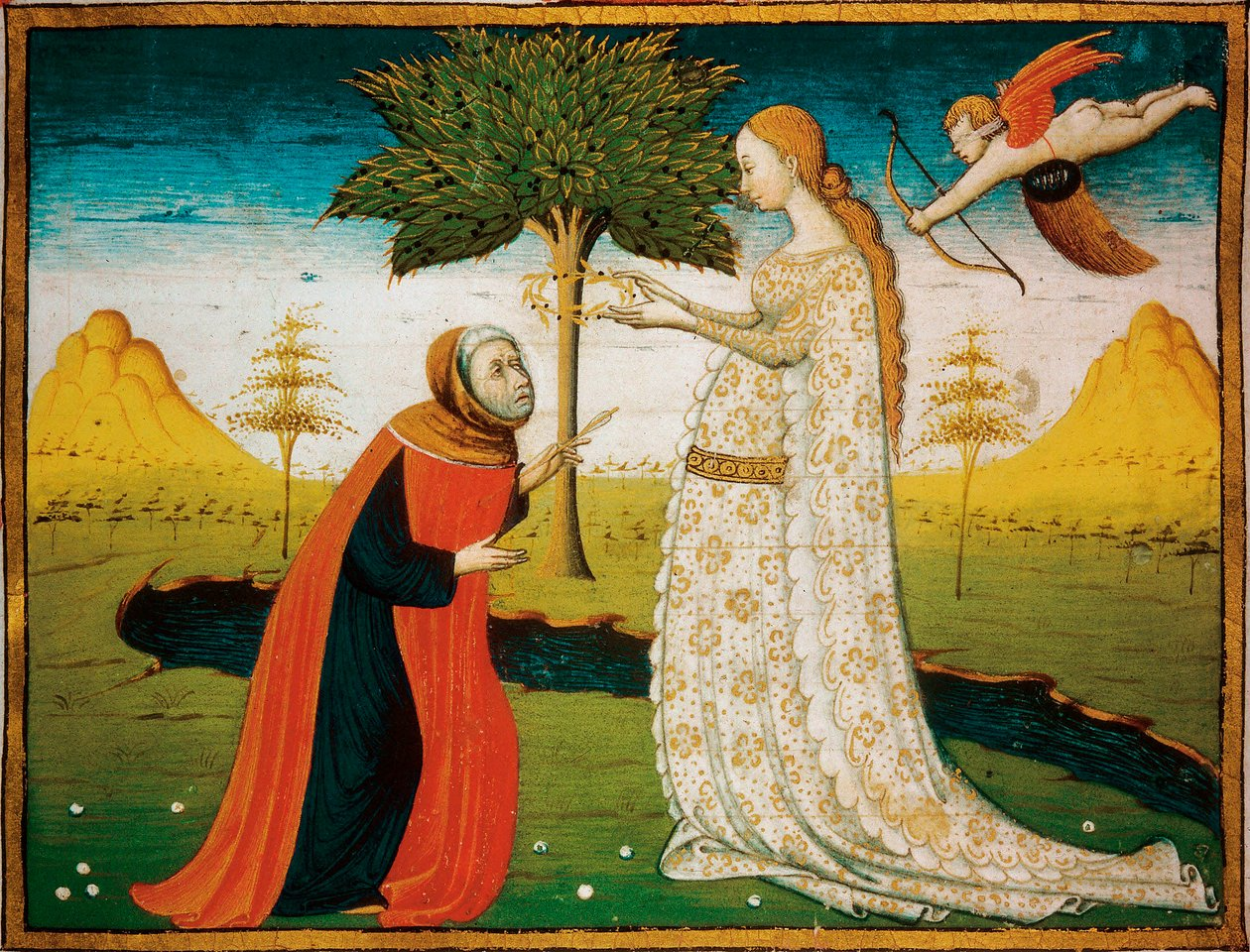
Petrarca e Laura.

Il sonetto introduttivo, considerato proemiale in relazione al numero dei componimenti che andrebbero a riallacciarsi a ciascun giorno dell'anno, esprime tutto il dolore dell'uomo Petrarca nell'essersi abbandonato al «primo giovenile errore» (v. 3), ossia all'amore per Laura. Il tono dolente e patetico, con cui Petrarca cerca conforto presso i lettori cui è destinato il libro, si basa su un ondeggiamento lessicale determinato dalla congiunzione o dalla ripetizione della parola («piango et ragiono», v. 5; «fra le vane speranze e 'l van dolore») e dal soggetto sottinteso («spero», v. 8, verbo rafforzato dalla prima parte del verso e captatio benevolentiae «trovar pietà»), che, secondo le parole del critico letterario cinquecentesco Lodovico Castelvetro, genera turbamento nel cuore del lettore. L'io del poeta è turbato e scisso «tra ideali e sconfitte, che non può mai avere soddisfazione, sempre perdente» e agogna quella pace e quella serenità dovuta al «pentirsi» per tutto quello che di caduco ha da offrire il mondo, aprendo in tal modo, quasi come se fosse una struttura ad anello, alla canzone alla Vergine che chiude l'opera.

#### La speranza dell'umano:Vergine bella, che di sol vestita
coronata di stelle, al sommo Sole

piacesti sí, che ’n te Sua luce ascose,

amor mi spinge a dir di te parole...»
(Francesco Petrarca, Canzoniere, CCCLXVI vv. 1-4)
Con la canzone Vergine bella, che di sol vestita, nella quale il poeta implora perdono ed esprime un intenso desiderio di superare ogni conflitto, spera di trovare finalmente la pace. E "pace" è appunto l'ultima, emblematica parola della canzone, la parola che chiude e suggella il libro. La lirica, frutto di una forte devozione mariana che Petrarca aveva sviluppato negli ultimi anni di vita, presenta una forte tensione spirituale e ha il tono di una confessione verso Maria invocata dal poeta a giustificare gli errori commessi: Petrarca vive tra il peccato e le ansie di redenzione, tra una solenne tensione spirituale e il ricordo delle passioni terrene. I versi sono contraddistinti da espressioni liturgiche e da accenti mistici. Il vocativo Vergine è la parola iniziale del primo e del nono verso di ogni stanza, cosicché il ritmo è quello di un'invocazione strutturata rigorosamente. Nel congedo il poeta non si rivolge alla Canzone, ma ancora alla Vergine perché lo accolga nella pace eterna.

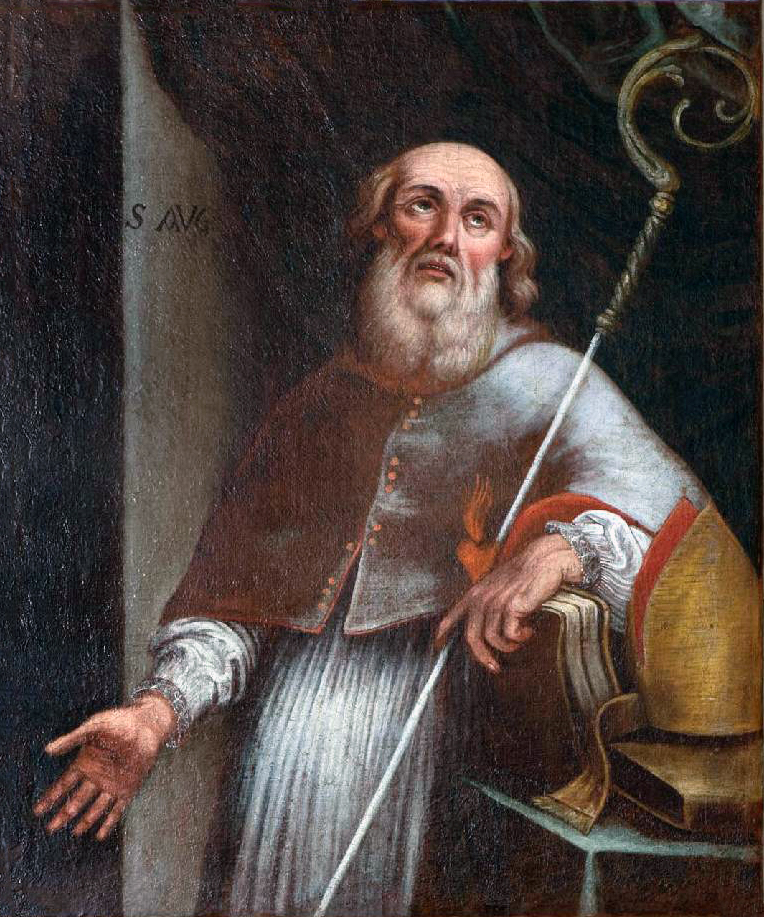
Agostino di Ippona.

### L'agostinismo petrarchesco
Il Canzoniere può essere considerato alla stregua di un'autobiografia spirituale del poeta, come le Confessioni di sant'Agostino, scrittore e teologo che fu modello spirituale e religioso per Petrarca: «Tutta la lirica di Petrarca è un sommesso colloquio del poeta con la propria anima». La sua poesia ha un carattere psicologico, senza toni realistici o narrativi. Il tema dominante è il "dissidio interiore" che il poeta prova tra l'attrazione verso i piaceri terreni e l'amore per Laura, e la tensione spirituale verso Dio. Dall'idea di amore-peccato del primo sonetto («in sul mio primo giovenile errore»), il poeta giunge alla conclusione del Canzoniere con la canzone alla Vergine (Vergine bella che di sol vestita): è una palinodia religiosa che chiude l'opera secondo una parabola spirituale ascendente tipicamente medievale. Il messaggio petrarchesco, nonostante la sua presa di posizione a favore della natura umana, non si dislega dalla dimensione religiosa: difatti, il legame con l'agostinismo e la tensione verso una sempre più ricercata perfezione morale sono chiavi costanti nella sua produzione letteraria e filosofica. Rispetto, però, alla tradizione medievale, la religiosità petrarchesca è caratterizzata da tre nuove accezioni prima mai manifestate: la prima, il rapporto intimo tra l'anima e Dio, un rapporto basato sull'autocoscienza personale alla luce della verità divina; la seconda, la rivalutazione della tradizione morale e filosofica classica, vista in un rapporto di continuità con il cristianesimo e non più in chiave di contrasto o mera subordinazione; infine, il rapporto "esclusivo" tra Petrarca e Dio, che rifiuta la concezione collettiva propria della Commedia dantesca.

#### Influenze bibliche
Frequenti sono i riferimenti biblici e spesso il verso petrarchesco ricalca passi della Bibbia, come nel sonetto LXXXI (Io son sì stanco), dove per esempio il verso "O voi che travagliate, ecco 'l camino" riprende il Vangelo di Matteo (XI,28) e la terzina finale ("Qual grazia, qual amore o qual destino / mi darà penne in guisa di colomba / ch'io mi riposi e levimi da terra?") riprende il salmo LIV,7. Petrarca si sente smarrito tra realtà e sogno (Di pensier in pensier, di monte in monte), immerso nell'angosciosa solitudine (O cameretta che già fosti un porto), ricercatore di un isolamento dal mondo (Solo et pensoso), aspiratore a una dimensione spirituale che però è difficile da conquistare (Padre del ciel, Movesi il vecchierel). Egli riconosce, già alla fine del primo sonetto, che frutto del suo seguire le vanità terrene sono la vergogna, il pentimento e il riconoscere che «quanto piace al mondo è breve sogno», riecheggiando così il biblico vanitas vanitatum ("vanità delle vanità") dell'Ecclesiaste (Qoelet 2).

### Dalle preghiere alla concezione del paesaggio

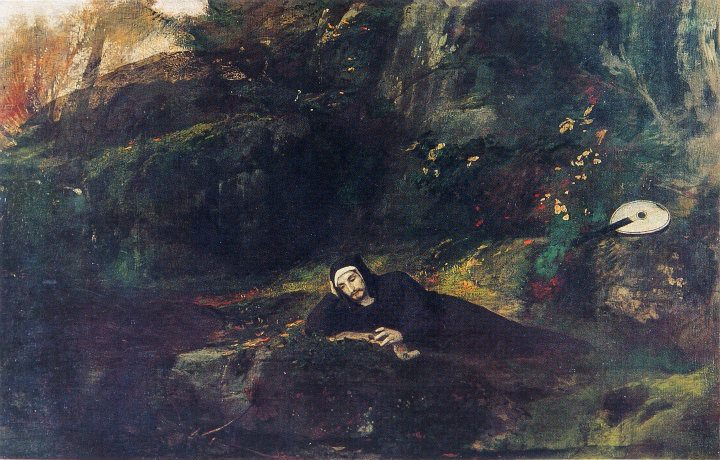
Arnold Böcklin, Petrarca alla sorgente di Valchiusa, 1863-64.

Certi componimenti hanno il carattere di splendide preghiere, come i sonetti Padre del ciel (LXII), Tennemi Amor (CCCLXVI), Io vo piangendo (CCCLXV), la canzone alla Vergine (CCCLXVI). La canzone Chiare fresche e dolci acque (CXXVI) mostra un'anima tra l'angoscia della realtà e la dolce malinconia del sogno. Come in questa canzone e nel sonetto O cameretta che già fosti porto (CCXXXIV), la valle piena dei suoi lamenti e l'aria calda dei suoi sospiri e il dolce sentiero (CCCI), l'usignolo (CCCXI), i dolci colli (CCCXX) e il vago augelletto (CCCLIII) non rappresentano una natura esteriore, ma creature di un mondo interiorizzato, vagheggiato nell'immaginazione, confidenti delle pene recondite del poeta che spesso si rifugia in un clima di sogno e immaginazione. Il paesaggio è funzionale ai moti dell'anima ed esprime tutta la vaghezza del sentimento amoroso:
(Ferroni, p. 157)

### I sonetti "avignonesi"

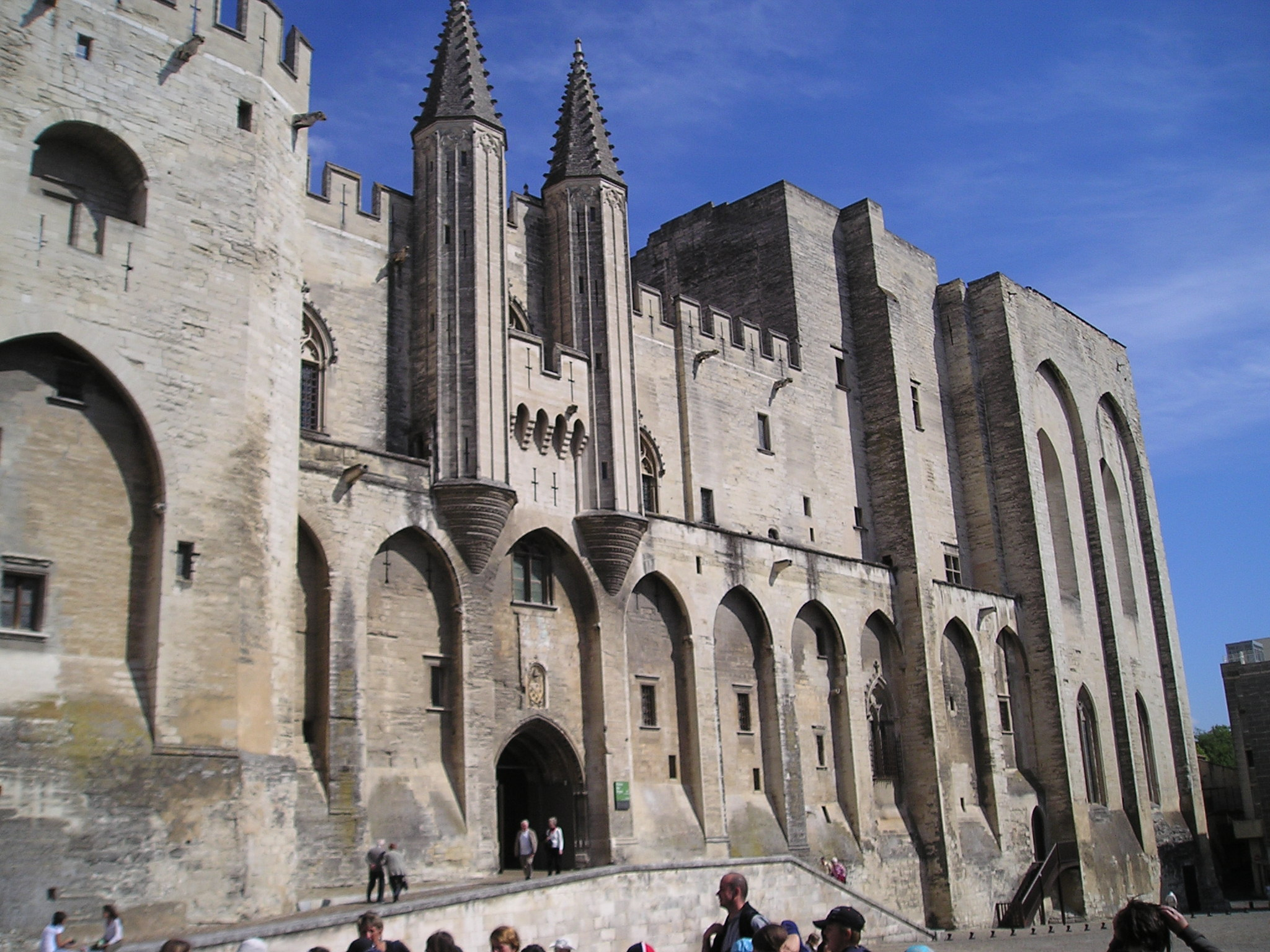
Il Palazzo dei Papi ad Avignone.

d’ira di Dio, e di vitii empii et rei,

tanto che scoppia, ed à fatti suoi dèi

non Giove et Palla, ma Venere et Bacco.»
(Francesco Petrarca, Canzoniere, CXXXVII, vv. 1-4)
Un gruppo a sé stante nel Canzoniere sono i cosiddetti sonetti "avignonesi". Petrarca, tra il 1320 e il 1351, risiedette principalmente ad Avignone, dove il padre aveva trovato un'occupazione presso la corte papale, la quale si era trasferita lì nel 1309 con Clemente V. Il poeta, divenuto intimo della famiglia romana dei Colonna e presi quindi gli ordini sacri, entrò a fare parte della corte pontificia avignonese. Con il passare degli anni, però, in Petrarca iniziò a maturare, insieme a una più intima adesione ai valori classici, anche una conversione interiore maturata sull'insegnamento di Agostino d’Ippona e quindi sul neoplatonismo cristiano. Negli anni ’40, distaccatosi progressivamente dai Colonna e ritiratosi a Valchiusa, maturò una profonda avversione verso la mondanità della Chiesa scrivendo, tra il 1345 e il 1347, tre sonetti contro la corte papale. I sonetti, inseriti poi nel Canzoniere, dai critici verranno definiti “avignonesi” o "babilonesi" e mostrano uno slancio di indignazione civile e religiosa di forte intensità in cui la curia avignonese è paragonata alla grande meretrice dell'Apocalisse.

### Le canzoni civili
a le piaghe mortali

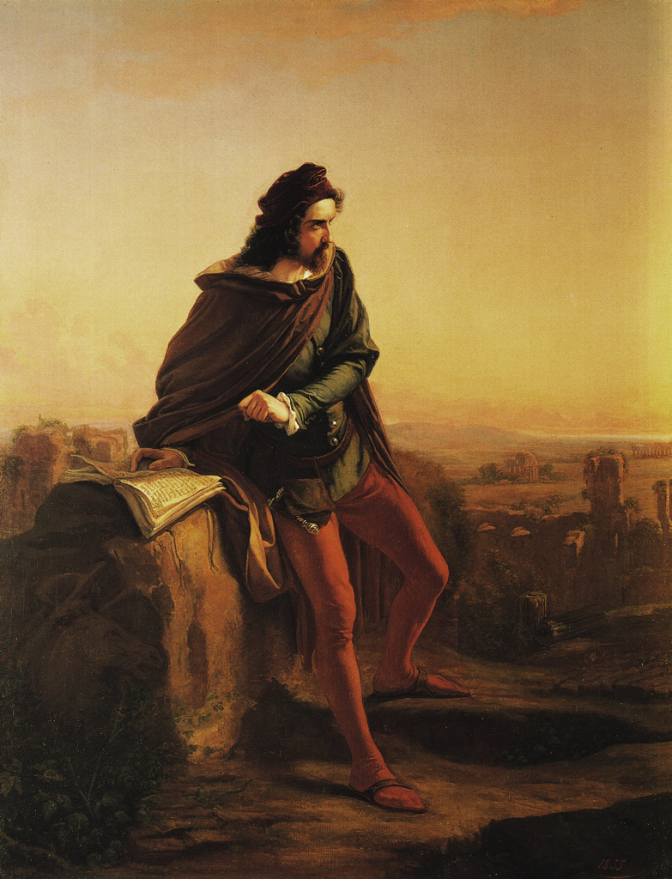
Federico Faruffini, Cola di Rienzo.

che nel bel corpo tuo sì spesse veggio,

piacemi almen che' miei sospir' sian quali

spera 'l Tevero et l'Arno,

e 'l Po, dove doglioso et grave or seggio.»
(Canzoniere, CXXVIII, vv. 1-6)
Petrarca nel Canzoniere si dedica anche alla letteratura civile. Nel '300 l'Italia era divisa in tanti Stati in lotta fra di loro e su di essa v'era la minaccia dell'invasione straniera e della decadenza civile e spirituale. Le due più significative sono le canzoni Spirto gentil e Italia mia.
Nella prima canzone (componimento LIII) Petrarca si aspetta un condottiero, un «signor valoroso, accorto et saggio» (v. 3), capace di risollevare le sorti di Roma e così dell'intera nazione italica, «vecchia, otïosa et lenta» (v. 12). Dietro a questo personaggio vi sono varie interpretazioni, tra cui la figura di Cola di Rienzo con cui Petrarca era in relazione dopo un'ambasciata del primo ad Avignone.
Nella seconda, invece, i reggenti delle Signorie italiane sono invitati a chiamare a raccolta il popolo, erede delle virtù romane («Latin sangue gentil», v. 75) contro i soldati mercenari germanici discendenti dai barbari sconfitti dai Romani («Vertù contra furore/prenderà l'arme e fia il combatter corto: /ché l'antico valore/ ne l'italici cor non è ancor morto», vv. 93-96).

## Lo stile
Per definire il Canzoniere dal punto di vista linguistico il critico Gianfranco Contini ha usato il termine unilinguismo, contrapposto al plurilinguismo della Divina Commedia dantesca. Con questa espressione il Contini intende uno stile medio che evita sia il registro alto sia il registro popolare, basso, nonché i toni accesi. Si registra quindi uno stile mediano, moderato, incentrato sulla scelta ben definita dei vocaboli da utilizzare che non cadano nell'aulicismo né nel registro comico-popolare. Bisogna inoltre ricordare che il volgare, per Petrarca, non aveva quel valore artistico e di celebrazione della propria figura presso i posteri che voleva consegnare tramite l'Africa e le altre opere latine:
Il "Canzoniere" di Petrarca affronta diversi temi, tra cui l'amore, la bellezza, la natura e la spiritualità. L'amore è il tema centrale, spesso idealizzato e rappresentato attraverso la figura di Laura, la donna amata dall'autore. Petrarca esplora le gioie e i dolori dell'amore, riflettendo sulla sua complessità e sul suo potere.

Inoltre, il testo esamina la transitorietà della vita e la ricerca della felicità, con un forte senso di introspezione e autoanalisi. La natura è spesso utilizzata come sfondo per esprimere emozioni e stati d'animo, mentre la spiritualità si manifesta nel desiderio di elevazione e nel rapporto con il divino
(Marazzini, p. 220)
 Un'altra considerazione che si può fare sullo stile petrarchesco sta nell'influenza che su di esso avrebbero i versi di Cino da Pistoia. Infatti sotto alcuni punti di vista possiamo considerare il protagonista di una tenzone nelle Rime Dantesche, Cino da Pistoia, come modello insieme allo stilnovismo dello stile di Petrarca. Inoltre possiamo notare come Petrarca stesso riconosce la grandezza di questo poeta; nel sonetto del Canzoniere XCII, Cino viene ampiamente elogiato da Petrarca quasi come a riconoscere questo legame stilistico tra i due.

## Le edizioni a stampa

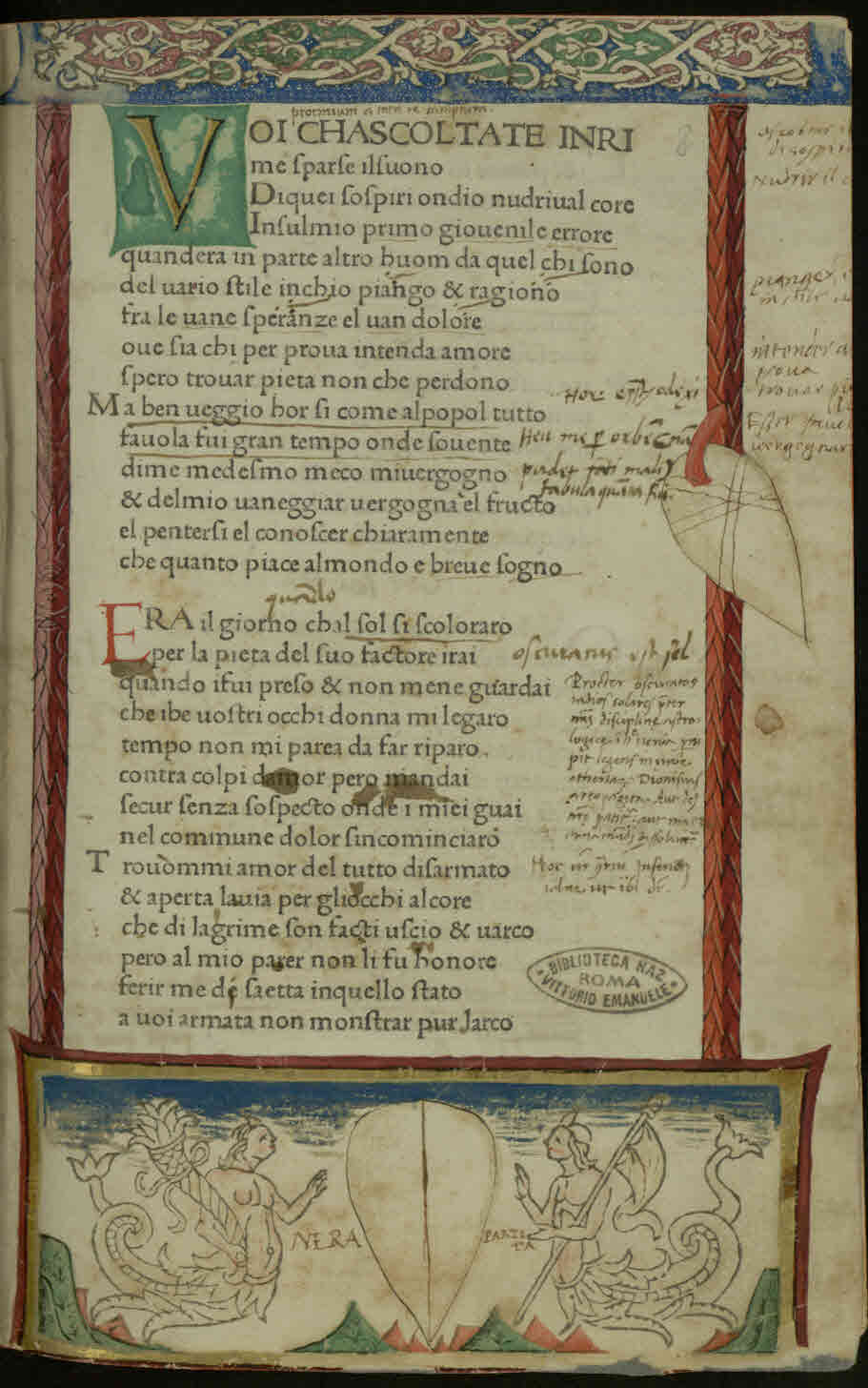
Incipit miniato dell'editio princeps del Canzoniere (Venezia, Vindelino da Spira, 1470).

### L'editio princeps e altre del '400
La prima edizione a stampa del Canzoniere, insieme a I Trionfi, si ebbe nel 1470 a Venezia presso il tipografo tedesco Vindelino da Spira. Di questa editio princeps sopravvivono meno di trenta esemplari, conservati presso biblioteche italiane, europee e americane.
Nelle decine di altre stampe di Petrarca volgare fatte in tutta Italia nell'ultimo trentennio del Quattrocento si distingue per il suo notevole valore filologico quella del 1472, approntata dall'editore padovano Bartolomeo Valdezocco (Bortolamio Valdezoco). Questa edizione (nonostante gli errori di lettura e trascrizione) si rivela condotta direttamente sull'originale vaticano (o su un esemplare per la tipografia derivato dall'originale).

### L'edizione aldina del 1501
Fondamentale per la costituzione della vulgata petrarchesca è stata l'edizione aldina, stampata a Venezia dalla tipografia di Aldo Manuzio nel 1501 e curata da Pietro Bembo. L'edizione veniva presentata come fondata sull'originale del poeta, ma in realtà essa riproduce una copia manoscritta del Canzoniere approntata dallo stesso Bembo e pervenutaci come codice Vat. Lat. 3197, che non deriva direttamente dall'originale. Le cose volgari di messer Francesco Petrarcha del 1501 furono poi, con variazioni, ripubblicate da Aldo nel 1514, con il titolo Il Petrarcha, sempre in piccolo formato, dando inizio alla moda dei petrarchini.
Per tutto il corso del Cinquecento le edizioni del Canzoniere si moltiplicarono, anche sulla scia del fortunato commento di Alessandro Vellutello del 1525. Da segnalare inoltre l'edizione giolitina del 1547 a cura di Ludovico Dolce.
Nel Seicento la temperie barocca, ostile all'idea di classicismo in nome della libertà formale, declassa il valore dell'opera petrarchesca; la decadenza si protrae per tutto il Settecento e l'edizione bodoniana del 1799 in folio spicca solo per l'eccellenza tipografica, eguagliata solo dall'edizione del professor Giovanni Rosini (Rime di Francesco Petrarca, due volumi, Pisa, Tipografia della Società Letteraria con i caratteri dei fratelli Amoretti di Parma, 1805) il quale ricevette lodi anche per la vita del poeta ivi premessa al canzoniere  .

### Le edizioni ottocentesche

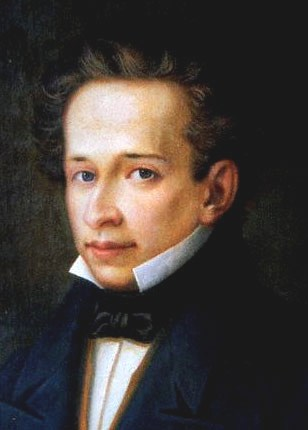
Giacomo Leopardi fu un "interprete" editoriale delle Rime di Petrarca.

Tra le edizioni successive è da citare quella curata dall'abate Antonio Marsand (Le Rime del Petrarca, due volumi, Padova, Tipografia del Seminario, 1819-20), più che per il valore filologico, per la bellezza tipografica e per essere l'edizione a cui si rifà esplicitamente Giacomo Leopardi per la propria "interpretazione" delle Rime, uscita nel 1826, seguendola in ogni cosa, «eccetto solamente nella punteggiatura».
Dopo Leopardi, una svolta decisiva nella filologia petrarchesca si ebbe nel 1886, quando venne riconosciuto, dal De Nolhac e dal Pakscher, nel codice Vat. Lat. 3195 l'originale del Canzoniere. Dieci anni dopo (1896) usciva a Firenze l'edizione di Canzoniere e Trionfi dovuta a Giovanni Mestica. Nel 1899 anche Giosuè Carducci e Severino Ferrari pubblicavano le sole rime del Canzoniere.
Qualche anno dopo, nella ricorrenza del sesto centenario della nascita di Petrarca, Giuseppe Salvo Cozzo, giudicando una sciocca pretesa quella di «rimodernare l'ortografia», pubblicava un'edizione del Canzoniere basata sull'originale, e che si proponeva di «conservare al testo la sua fisonomia», collazionando anche le principali varianti tra l'originale e le edizioni di Mestica e di Carducci-Ferrari.

### Il Novecento

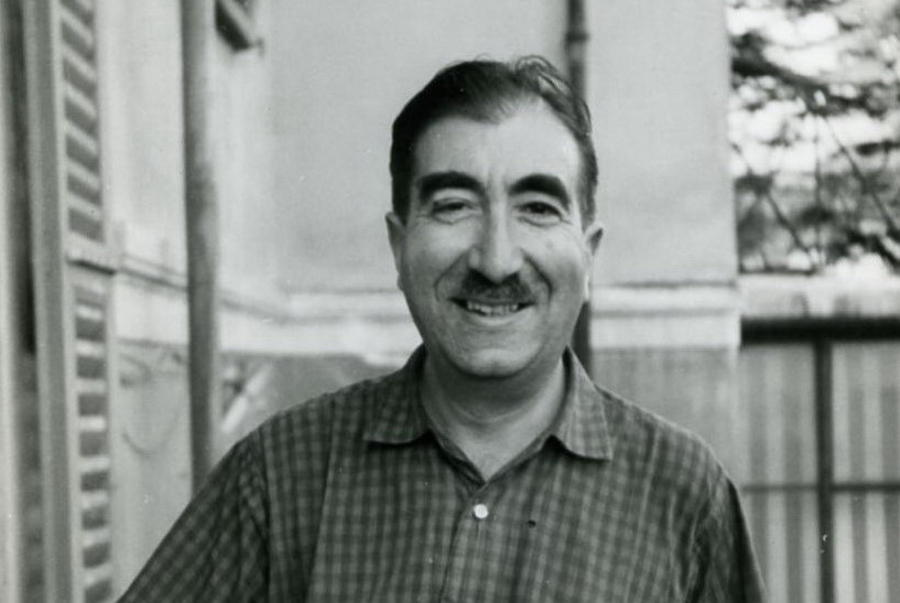
Gianfranco Contini, uno dei massimi esperti di Petrarca nel '900.

Porta la data editoriale del 1904, ma in realtà uscì a maggio del 1905, la trascrizione diplomatica dell'originale che la Società Filologica Romana aveva affidato a Ettore Modigliani. Questa edizione (pregevole, ma non priva di numerosi errori e di sviste, specie per quanto riguarda l'interpunzione) è tuttora un autentico contributo per la conoscenza dell'originale, ma ha finito, sulla base dell'erroneo presupposto che esso fosse un documento perfettamente aderente al testo trascritto, per esimere gran parte dei filologi e degli editori dallo studio diretto del codice vaticano. A questo distacco dall'originale ha concorso (anche se in misura minore) la riproduzione fototipica dell'originale curata per la Biblioteca Vaticana da monsignor Marco Vattasso nel 1905.
Il testo di maggiore risonanza nell'editoria del Canzoniere nel secondo Novecento è, senza dubbio, quello approntato da Contini per la Alberto Tallone Editore nel 1949 (ripubblicato per Einaudi nel 1964). Il testo di Contini tanto nella prima quanto nelle successive edizioni dipende totalmente dall'edizione diplomatica di Modigliani, dalla quale gli derivano direttamente numerosi errori di lettura e di trascrizione.
Nel 2008 Giuseppe Savoca ha pubblicato un'edizione critica basata sull'originale. Questa edizione riconduce la punteggiatura al sistema «punto, virgola, punto interrogativo», apportando modifiche (rispetto all'edizione Contini e successive) a 3685 versi (dei 7785 che compongono il Canzoniere), a 1542 parole (delle oltre 57.000 del corpus), per un totale di oltre 8000 interventi.

## La fortuna

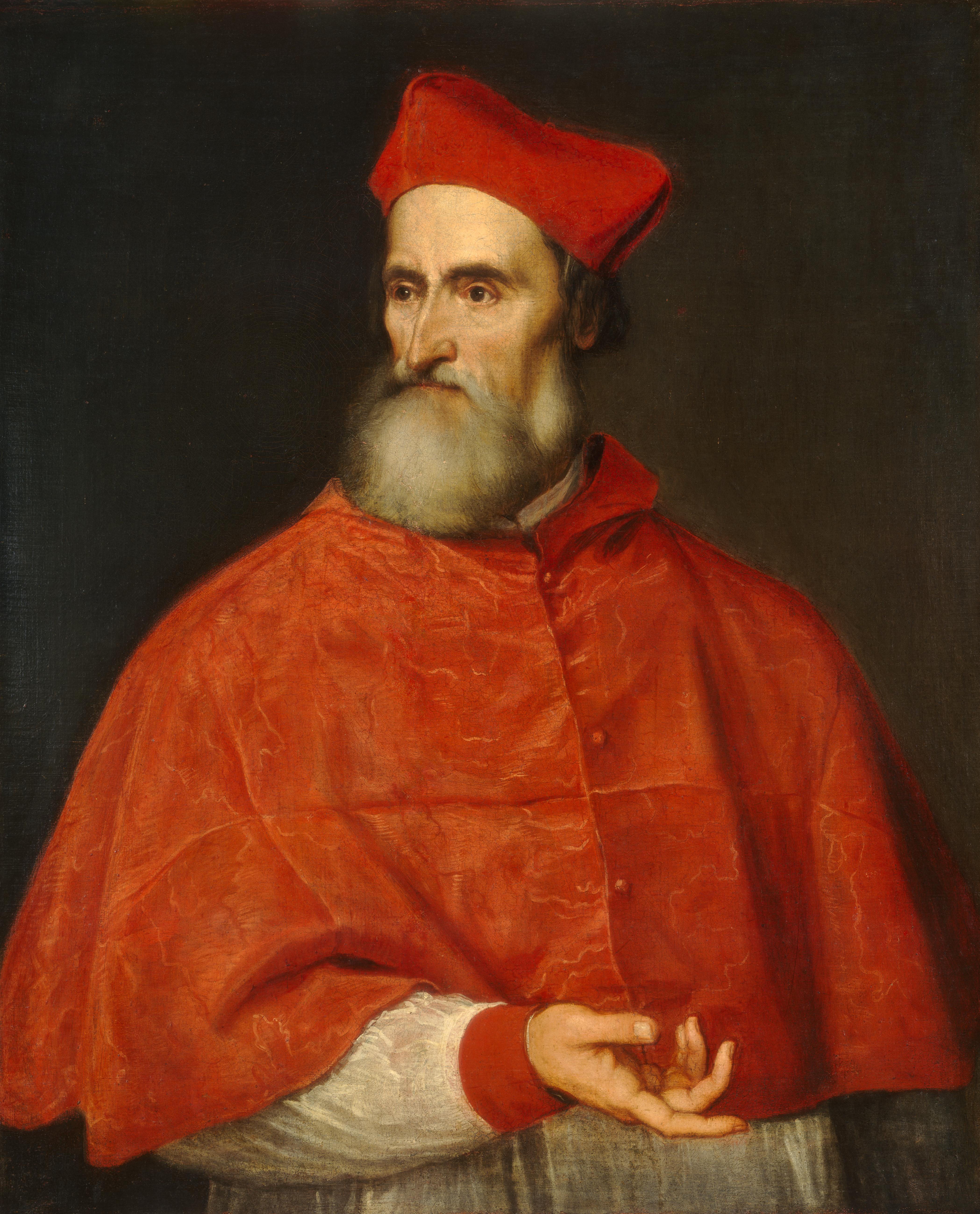
Tiziano, Ritratto del cardinale Pietro Bembo.

I Rerum vulgarium fragmenta non furono immediatamente recepiti tra la produzione più significativa di Petrarca: l'età dell'umanesimo, incentrata sul monolinguismo latino e sul valore dei classici latini e greci, recepì invece il Petrarca dell'Africa e del De viris illustribus. La situazione cominciò a mutare quando, verso l'ultimo quarto del XV secolo, si assistette alla rinascita del volgare (si parla di umanesimo volgare, difatti) grazie agli sforzi di Lorenzo il Magnifico, di Agnolo Poliziano e al loro entourage, si procedette alla valutazione dell'opera volgare petrarchesca, destando in questi uomini l'ammirazione per il Canzoniere come testimoniato dalla Raccolta aragonese del 1477. Ne seguì un rinnovato interesse generale per il Petrarca volgare.
Alla consacrazione di Petrarca a supremo modello di arte poetica, però, si assistette al principio del XVI secolo a opera del letterato e futuro cardinale Pietro Bembo (1470-1547). Costui, già curatore delle Rime petrarchesche nel 1501, con le Prose della volgar lingua del 1525 procedette alla canonizzazione di Petrarca quale maestro di poesia volgare, come riassunto da Claudio Marazzini:
(Marazzini, p. 265)
La lezione di Bembo diede adito alla nascita del petrarchismo, che trovò come movimento reagente l'antipetrarchismo di Pietro Aretino. Dopo la parabola discendente del '600 barocco e il recupero parziale della lezione stilistica e metrica durante l'età neoclassica con l'Accademia dell'Arcadia, Petrarca ebbe una rinascita di serio interesse a partire dall'età romantica, come testimoniato dai saggi di Ugo Foscolo e dalla riflessione di Giacomo Leopardi. Con essi si fondò la critica petrarchesca, seguita poi da degni discepoli quali Francesco de Sanctis nella sua Storia della letteratura italiana. Petrarca, nel corso del Novecento, ebbe due critici d'eccezione: da un lato Gianfranco Contini, che coniò il termine di monolinguismo o unilinguismo petrarchesco; dall'altro Giuseppe Billanovich, che ne studiò più il carattere elitario di nume protettore dell'umanesimo.

### Esplicative
1. ↑  Tale è il titolo nel codice Vat. Lat. 3195 (c. 1r), da considerarsi quello ufficiale voluto da Petrarca (Picone, p. 85), con la grafia medievale del dittongo ae ormai pronunciato monottongato. L'editio princeps del 1470 non è intitolata, mentre l'incunabolo di Bartolomeo Valdezocco del 1472 reca lo stesso titolo della tradizione manoscritta, ma nella grafia: Francisci Petrarcæ laureati poetæ Rerum vulgarium fragmenta (c. t5r).
2. ↑  Fragmenta ha il significato di "Rime sparse", espressione che ricorre nel primo verso del Canzoniere, dove sono raccolti quali tessere (i singoli fragmenta) di un mosaico esistenziale (il Canzoniere): Vecchi Galli 2005, p. 31.
3. ↑  Partendo dal titolo (Rerum vulgarium fragmenta), ossia i frammenti delle rime volgari, Petrarca cercò nel corso della sua vita di dare un'organicità alla sua opera, ma non ci riuscì: «il progettato libro di poesie verrà ridimensionato allo stato di 'frammenti' lirici, organizzati sì, ma non in maniera definitiva» (Picone, p. 86).
4. ↑  Secondo Rossetti, p. 909, nell'antichità la pianta del lauro, quando indossata per le celebrazioni, era composta da 365 foglie come il giorno dell'anno.
5. ↑  L'idea della fuga inesorabile del tempo era un topos dei classici latini cui Petrarca s'ispirò: Virgilio (Georgiche, III, 284; "fugit inreparabile tempus"), Orazio (Odi II, 14; "Eheu fugaces... labuntur anni"), Seneca nel De brevitate vitae. Questo tema, fondamentale nell'opera petrarchesca, è rielaborato in chiave cristiana anche alla luce del pensiero di sant'Agostino.
6. ↑  Nel sonetto Movesi il vecchierel il poeta crea un perfetto equilibrio tra amore sacro e amore profano. In una similitudine che occupa tutto il componimento Petrarca paragona la partenza di un vecchio per recarsi a Roma a vedere il Velo della Veronica, immagine di Cristo, alla ricerca che fa il poeta dell'immagine della donna amata in quella di altre donne (o di un'altra donna). Nel sonetto Solo e pensoso il poeta presenta una solitudine impossibile; tra i precetti dell'amore cortese c'era anche quello di tenere celato l'amore. Petrarca immagina che i segni del proprio innamoramento siano troppo evidenti e teme che le "genti" possano accorgersene. Per questo cerca la solitudine in mezzo alla natura, dove però pare che anche "monti e piagge / e fiumi e selve" si rendano conto del suo stato, in quanto accanto a lui c'è sempre Amore.
7. ↑  Il sonetto Fiamma dal ciel su le tue trecce piova, insieme ai successivi L’avara Babilonia à colmo il sacco e Fontana di dolore, albergo d’ira, forma il trittico detto “dei sonetti babilonesi”, cui va aggiunto il sopraccitato sonetto 114 De l'empia babilonia.
8. ↑  Nella canzone CXXIX (Di pensier in pensier, di monte in monte), al v. 63, Leopardi si era accorto di una lezione erronea, correggendola, come si legge nell'inedito Frammento di un abbozzo della prefazione: 
«In questo volume ci siamo discostati una volta dalla edizione del professor Marsand, e ciò è nell'infrascritto passo della tredicesima Canzone […]: "Poscia fra me pian piano:/Che sai tu lasso? forse in quella parte/Or di tua lontananza si sospira:/Ed in questo pensier l'alma respira.". Così leggono diverse edizioni antiche e forse la più parte delle moderne, e così leggiamo noi. Ma le tre edizioni seguite dal Marsand, in cambio di che sai, hanno che fai, lezione che, secondo me, in questo luogo non viene a dir nulla»
(Giacomo Leopardi, Tutte le poesie e tutte le prose, a cura di Lucio Felici e Emanuele Trevi, Roma, Newton & Compton, 1997, p. 1027) Stranamente, però, sia nell'edizione delle Rime del 1826 (vol. I, p. 289), sia in quella postuma del 1839 (Firenze, per David Passigli, p. 793), con nuova prefazione, l'errore (che fai) rimase.
9. ↑  Parte infatti dei letterati accolsero il ritorno al modello petrarchesco. Tra i più accesi critici dell'aretino fu Saverio Bettinelli, già critico di Dante (cit. Ariani, p. 362).

### Bibliografiche
1. 1 2  Santagata, p. 133.
2. 1 2 3  Ferroni, p. 19.
3. ↑  Wikins, p. 288.
4. ↑  Picone, p. 87.
5. ↑   Ettore Modigliani (a cura di), Il Canzoniere di Francesco Petrarca riprodotto letteralmente dal Cod. Vat. Lat. 3195 con tre fotoincisioni, Roma, Società Filologica Romana, 1904.
6. ↑   Francesco Petrarca, Rerum vulgarium fragmenta, a cura di Giuseppe Savoca, Firenze, Leo S. Olschki, 2008, ISBN 9788822257444.
7. 1 2 3 4 5 6  Le edizioni del Canzoniere.
8. ↑  Chines-Guerra, p. 26.
9. ↑  Padoan.
10. ↑  Santagata, p. 272.
11. ↑  Santagata, p. 274.
12. ↑   Iñigo Ruiz Arzalluz, Una lettura dell’epitaffio di Petrarca, in Giornale storico della letteratura italiana, vol. 190, n. 631, 2013-07,  pp. 413-432, DOI:10.1484/j.gsli.5.129333. URL consultato il 18 ottobre 2024.
13. ↑  Le forme.
14. ↑  Marazzini, p. 220.
15. ↑  Chines, p. 121.
16. ↑  Carlo Pulsoni, Il metodo di lavoro di Wilkins e la tradizione manoscritta dei Rerum vulgarium fragmenta, in «Giornale italiano di filologia», 61 (2009), pp. 257-69 ( Copia archiviata (PDF), su insulaeuropea.eu. URL consultato il 28 dicembre 2013 (archiviato dall'url originale il 12 novembre 2013).).
17. ↑  Vecchi Galli 2005, p. 35. Ma già nell'incunabolo di Piero de Piasi del 1484 nel colophon si legge: «Finis dil canzionero di Franciescho Petrarcha».
18. ↑  Vecchi Galli 2005, p. 40, n. 3.
19. ↑  Vecchi Galli 2005, p. 34: «Prima di quei Fragmenta le rime, o la raccolta di rime, non avevano nome».
20. ↑  Vecchi Galli 2005, p. 36.
21. ↑  Vecchi Galli 2005, p. 37.
22. ↑   Maria Carilli, Le 'nugae' di Catullo e l'epigramma greco, in Annali Della Scuola Normale Superiore Di Pisa. Classe Di Lettere e Filosofia, vol. 5, n. 3, 1975,  pp. 925-953, ISSN 0392-095X (WC · ACNP). URL consultato il 12 aprile 2020.
23. ↑  Guglielmino-Grosser, p. 184.
24. ↑  Guglielmino-Grosser, p. 184:
«Il Canzoniere è tradizionalmente diviso in rive in vita (263) e rime in morte (103) di Laura [...] a questa distinzione piuttosto estrinseca si è affiancata e talora sostituita una distinzione fondata su due diversi atteggiamenti nei confronti della vita e della propria vicenda esistenziale che il Petrarca mostra nella prima e nella seconda parte della raccolta.»
25. ↑  Santagata, pp. 125-127.
26. ↑  Biancardi, pp. 1-55.
27. ↑  Dendi-Severini-Aretini, p. 433.
28. ↑   Laura, in Treccani.it – Enciclopedie on line, Roma, Istituto dell'Enciclopedia Italiana. URL consultato il 15 aprile 2020.
29. ↑  Zendrini, p. 25.
30. 1 2 3  Guglielmino-Grosser, p. 185.
31. ↑  Ferroni, pp. 20-21.
32. ↑  Bentivogli-Vecchi Galli, p. 104.
33. 1 2  Ferroni, p. 20.
34. ↑  Canzoniere, XC, v. 1
35. ↑  Ferroni, p. 157.
36. ↑  Canzoniere, XXIII vv. 72-73: «Questa che col mirar gli animi fura, / m'aperse il petto, e 'l cor prese con mano...»
37. ↑  Chines-Guerra, p. 17.
38. ↑  Ferroni, p. 186.
39. ↑  Chiari, p. 448, n. 3.
40. ↑  Contini, p. 579 parla di «il senso del tempo che scorre».
41. ↑  Finzi, p. 103:

«I quattro anni passati a Montpellier, nel cuore della Provenza letteraria, i tre anni vissuti a Bologna, dove già una pleiade di rimatori aveva genialmente rimaneggiato il motivo trovadorico dell'amore, doveva avere esercitato un influsso notevole sul primo atteggiarsi dell'ingegno poetico di Petrarca.»
42. ↑  Ferroni, p. 21.
43. ↑  Noferi, p. 166.
44. ↑  Chiari, p. 53, n. 3.
45. 1 2  Ferroni, p. 125.
46. ↑  Noferi, p. 167.
47. ↑  Chiari, p. 53, n. 14.
48. ↑  Wilkins, pp. 288-289.
49. ↑  Chines-Guerra, p. 91.
50. ↑  Cfr. l'analisi operata da Ferroni, pp. 206-214.
51. ↑  Sapegno, p. 181.
52. ↑  Pacca, Petrarca - Vinicio Pacca - Google Libri.
53. ↑  Significativo il titolo del settimo capitolo di Ariani, pp. 113-131, Lo scavo introspettivo.
54. ↑  Ferroni, p. 10.
55. ↑  Ferroni, pp. 10-11.
56. ↑  Chiari, p. 175, n.10-11.
57. ↑  Chiari, p. 175, n. 13-14.
58. ↑  Per l'argomento si veda il saggio di Martinez.
59. ↑  Santagata, p. 185.
60. ↑  de Lignerolles-Meynard, p. 127.
61. ↑  Ferroni, pp. 4-5.
62. ↑  Santagata, p. 168.
63. ↑  Contini, p. 606.
64. 1 2  Voci, p. 281.
65. ↑  Giudice-Bruni, pp. 316-317.
66. ↑  Chines-Guerra, p. 12.
67. ↑   Francesco Petrarca - Piangete, donne, et con voi pianga Amore, su Letteratura italiana. URL consultato il 24 aprile 2025.
68. ↑   Gianfranco Contini, Rime di Dante Alighieri.
69. ↑  Petrella, pp. 51-52.
70. ↑  Giuseppe Savoca, Il Canzoniere di Petrarca. Tra codicologia ed ecdotica, Firenze, Leo S. Olschki, 2008, capitolo IV, I testimoni manoscritti e le stampe.
71. ↑  Francesco Petrarca, Rerum vulgarium fragmenta, Anastatica dell'edizione Valdezoco, Padova, 1472, a cura di Gino Belloni, Venezia, ed. Regione del Veneto-Marsilio, 2001.
72. ↑  Nel colophon si legge: «tolto con sommissima diligenza dallo scritto di mano medesima del poeta havuto da m. Piero Bembo».
73. ↑  Il titolo (c. a1r) traduce quasi alla lettera Rerum vulgarium fragmenta, ma comprende anche i Triumphi.
74. ↑  Edizione aldina 1501 (Biblioteca Marciana).
75. ↑  Le volgari opere del Petrarca con la esposizione di Alessandro Vellutello da Lucca, Stampate in Vinegia, per Giovanniantonio & fratelli da Sabbio, del mese d'agosto 1525.
76. ↑  Il Petrarca corretto da m. Lodovico Dolce et alla sua integrità ridotto, In Vinegia, appresso Gabriel Giolito de Ferrari, 1547.
77. ↑  Rime di Francesco Petrarca, due volumi, Parma, nel regal palazzo co' tipi bodoniani, 1799.
78. ↑   Le rime del Petrarca secondo l'edizione di Marsand con tavole e illustrazioni, Pagni, 1826. URL consultato il 23 settembre 2020.
79. ↑   Rime di Francesco Petrarca colla interpretazione composta dal conte Giacomo Leopardi, 2 voll., Milano, presso Ant. Fort. Stella e figli, 1826, SBN RMLE004850.
80. ↑   Le Rime di Francesco Petrarca restituite nell'ordine e nella lezione del testo originario sugli autografi con il sussidio di altri codici e di stampe e corredate di varianti e note da Giovanni Mestica, Firenze, G. Barbèra, 1896, SBN RMR0277912.
81. ↑  Ariani, p. 364.
82. ↑   Francesco Petrarca, Le Rime secondo la revisione ultima del poeta, a cura di Giuseppe Salvo Cozzo, Firenze, G.C. Sansoni, 1904, SBN LO10385952.
83. ↑   Giuseppe Savoca (a cura di), Letture filologiche del Canzoniere nel Novecento, in Sentimento del tempo. Petrarchismo e antipetrarchismo nella lirica del Novecento italiano, Firenze, Olschki, 2005.
84. ↑   Davide Rondoni, Petrarca è più grande se ritrova le sue virgole, in Il Tempo, 5 luglio 2009 (archiviato dall'url originale l'8 luglio 2009).
85. ↑  Petrarca, 4th Dimension e Università: per una nuova edizione del Canzoniere
86. ↑  Pugliese Carratelli, p. 421.
87. ↑  Di Benedetto, p. 170.
88. ↑  Ariani, p. 360.
89. ↑  Bertani, pp. 248-249.
90. ↑  Ariani, p. 361.
91. ↑  Ariani, p. 363.
92. ↑  Ariani, p. 365.